# Tsou (taal)
Tsou, ook Tsu-U, Tsoo, Tsuou, Tsu-Wo, Tzo, Tso, Namakabaans, Niitaka, Tibola, Tibolah, Tibolak of Tibolal genoemd, is de enige Noordelijke Tsouïsche taal, en wordt zoals de andere Tsouïsche en Formosaanse talen uitsluitend op Taiwan gesproken. De taal wordt gesproken door het overgrote deel van de Tsou, en telt vijf dialecten, waarvan het Iimutsu is uitgestorven.
Taalgebied: De westelijke centrale bergen, rond de Alishan. Ten oosten van het Minnan-Chinees, ten westen van het Bunun, ten noorden van het Kanakanabu.
De bevolking is tweetalig in Mandarijn, maar spreken het Tsou in het alledaagse leven. Jongeren spreken Mandarijn. Er is verder wat taalkundig werk gedaan met betrekking tot het Tsou. Het Tsou wordt onderwezen aan jonge studenten door een klein aantal leerkrachten.

## Classificatie
- Austronesische talen
  - Formosaanse talen
    - Tsouïsche talen
      - Noorderse talen (Tsouïsch)
        - Tsou

## Voorbeelden
Als voorbeeld hieronder de cijfers van één tot tien:
| nl  | één  | twee | drie   | vier  | vijf | zes   | zeven | acht    | negen | tien |
| tsu | chum | lusa | tooloo | supat | lima | nauma | pito  | mevaroo | chuga | matl |

En nog enkele basiswoorden:
| nl  | hoofd  | tand   | neus   | oog    | hand    | voet   | dij      | vuur  | water   |
| tsu | sapchi | nganon | nguchu | muchen | ramucha | sapchi | tangigya | pooju | choomai |